# Ben Brooks

Ben Brooks

Ben Brooks (geboren 1992 in Gloucestershire, Vereinigtes Königreich) ist ein britischer Schriftsteller.

## Leben
Brooks hat bisher (Stand Sommer 2018) mehr als sechs Romane sowie drei Sachbücher geschrieben. Bereits im Alter von 17 Jahren veröffentlichte er seinen ersten Roman Fences. In seinen Romanen geht es vielfach um Probleme junger Leute, um Alkohol, Drogen, Sex, Liebeskummer und das Internet. Bisweilen wird davor gewarnt, seine Bücher enthielten unfeine Ausdrücke und seien nicht jugendfrei. Brooks ist beeinflusst worden von Schriftstellern wie Tao Lin, Howard Buten, Noah Cicero, Kurt Vonnegut, Chris Killen, Socrates Adams, John Scalzi. Er hat in Gloucester, Barcelona, Tiana und London gelebt und wohnt zurzeit in Berlin. Sein Buch Stories for Boys Who Dare to be Different über Vorbilder für Jungs ist u. a. auf Deutsch, Französisch, Italienisch, Polnisch, Spanisch und Tschechisch übersetzt worden.

## Preise und Auszeichnungen
- 2012 – Nominierung für den Dylan Thomas Prize[3]
- Nominierung für den Pushcart Prize
- 2014 – Gewinner des Jerwood Fiction Uncovered Prize für Lolito[4]
- 2015 – Gewinner eines Somerset Maugham Award für Lolito[5]
- 2018 – Britischer National Book Award als „Children`s Book of the Year“ für Stories for Boys Who Dare to be Different

## Werke

### Romane
- Fences. Fugue State Press 2009 ISBN 978-1-879193-20-8
- An Island of Fifty. Mud Luscious Press 2010, ISBN 978-0-9830263-4-1
- The Kasahara School of Nihilism. Fugue State Press 2010, ISBN 978-1-879193-22-2
- Grow Up. Canongate Books 2011 ISBN 978-0-85786-187-0
  - Nachts werden wir erwachsen Berlin Verlag 2012 Deutsche Übersetzung von Jörg Albrecht ISBN 978-3-8270-1061-2
- Upward Coast and Sadie. Mud Luscious Press 2012
- Lolito. Canongate Books 2013, ISBN 978-1-78211-158-0
  - Deutsche Übersetzung Lolito. Atrium Zürich 2015, ISBN 978-3-85535-055-1 Dt. von Britt Somann
  - Audiobook Lolito. Atrium Zürich 2015, Dt. von Britt Somann, Christian Ulmen (Sprecher), ISBN 978-3-85535-056-8
- Everyone Gets Eaten. Civil Coping Mechanisms 2015, ISBN 978-1-937865-51-1
- Hurra. Blackie Books 2016, Sprache: Spanisch, ISBN 978-84-16290-52-9
- Dasha – un poema de amor. Blackie Books 2018, Sprache: Spanisch und Englisch, ISBN 978-84-17059-65-1
- The Impossible Boy. Quercus Children’s Books 2019, ISBN 978-1-78654-099-7
- The Greatest Inventor. Quercus Children’s Books 2020, ISBN 978-1-78654-112-3

### Sachbücher
- Stories for Boys Who Dare to be Different. Quercus Publishing 2018, ISBN 978-1-78747-198-6
  - Deutsche Übersetzung: Stories for Boys who dare to be different – Vom Mut, anders zu sein. Kinderbuch Loewe Verlag 2018, Quinton Winter (Illustrator), Ulrich Thiele (Übersetzer), Anja Seelow (Übersetzer), Bea Reiter (Übersetzer), Heinrich Koop (Übersetzer), Franca Fritz (Übersetzer), ISBN 978-3-7432-0259-7
  - E-Book auf Deutsch ISBN 978-3-7320-1269-5
- Stories for Kids Who Dare to be Different. Quercus Publishing 2018, ISBN 978-1-78747-652-3
  - Deutsche Übersetzung: Stories for Kids Who Dare to be Different - Vom Mut, anders zu sein. Loewe Verlag, 2019, Quinton Winter (Illustrator), Ulrich Thiele (Übersetzer), Bea Reiter (Übersetzer), Ann Lecker (Übersetzer), Franca Fritz (Übersetzer), Heinrich Koop (Übersetzer), ISBN 978-3-7432-0421-8
- Stories for Boys Who Dare to be Different 2. Quercus Publishing 2019, ISBN 978-1-78747-654-7
  - Deutsche Übersetzung: More Stories for Kids Who Dare to be Different - Geschichten, die dein Leben verändern. Loewe Verlag, 2019, Quinton Winter (Illustrator), Ulrich Thiele (Übersetzer), Bea Reiter (Übersetzer), Ann Lecker (Übersetzer), Franca Fritz (Übersetzer), Heinrich Koop (Übersetzer), ISBN 978-3-7432-0463-8

- - Deutsche Übersetzung: Legenden-Alphabet - Mädchen, die die Welt verändert haben: ABC-Buch mit berühmten Persönlichkeiten, Geschenkbuch zum Stärken der Persönlichkeit, Loewe Verlag, 2020, Quinton Winter (Illustrator), Ulrich Thiele (Übersetzer), ISBN 978-3-7432-0639-7

- - Deutsche Übersetzung: Legenden-Alphabet - Jungs, die ihren eigenen Weg gegangen sind: ABC-Buch mit berühmten Persönlichkeiten, Geschenkbuch zum Stärken der Persönlichkeit, Loewe Verlag, 2020, Quinton Winter (Illustrator), Ulrich Thiele (Übersetzer), ISBN 978-3-7432-0640-3
- Things They Don't Want You to Know - How to raise a 21st century teenager. Quercus 2020, ISBN 978-1-5294-0394-7
- Not All Heroes Wear Capes: 10 Things We Can Learn From the Ordinary People Doing Extraordinary Things . Quercus (18. März 2022), ISBN 978-1-5263-6289-6
  - Deutsche Übersetzung: Not All Heroes Wear Capes – Entdecke die Superkraft in dir | Mutige Heldinnen und Helden wie du und ich. Kinderbuch Carlsen Verlag 24 Feb. 2022, Nigel Baines (Illustrator), Fabienne Pfeiffer (Übersetzer), ISBN 978-3-551-25467-2
- Every Parent Should Read This Book - Eleven lessons for raising a 21st-century teenager. Quercus (8. April 2021), ISBN 978-1-5294-0395-4

### Stories
- Summer/Autumn in: Vice, 24. September 2013
- Indestructible Everything in: Dazed & Confused, 2. Januar 2014
- Kimchi in Frank Ocean (Hrsg.) Boys Don’t Cry 2016